# Umanți, Horohiv
Umanți (în ucraineană Уманці) este un sat în comuna Pustomîtî din raionul Horohiv, regiunea Volînia, Ucraina.

## Demografie
Componența lingvistică a localității Umanți
     Ucraineană (100%)
Conform recensământului din 2001, toată populația localității Umanți era vorbitoare de ucraineană (100%).